# Kernkraftwerk Bradwell
Das stillgelegte Kernkraftwerk Bradwell befindet sich bei Bradwell Waterside (Gemeinde Bradwell on Sea) auf der Halbinsel Dengie, Essex in Großbritannien. Das Kernkraftwerk bestand aus zwei Reaktoren des Magnox-Typs mit einer installierten Gesamtleistung von 292 MWe. Es wurde – wie auch das Kernkraftwerk Dounreay – am Rande eines Flugplatzes aus dem Zweiten Weltkrieg erbaut. Die Anlage wurde 2002 stillgelegt. Der laufende Abriss findet unter der Aufsicht des neuen Eigentümers seit 2004, der Nuclear Decommissioning Authority statt, der letzte Betreiber war British Nuclear Fuels.

## Standort
Das Kraftwerk liegt auf der Halbinsel Dengie an der Mündung des River Blackwater. Der Standort wurde gewählt, weil das Land einen geringen landwirtschaftlichen Wert hatte, problemlos erreichbar ist und aus der Nordsee genügend Kühlwasser vorhanden ist.

## Bradwell B
Bradwell ist einer der möglichen Standorte, die von British Energy für eine neue Generation von Kernreaktoren ausgewählt wurde. Vorgeschlagen wird der Bau von zwei Reaktoren des Typs Hualong One mit einer Leistung von insgesamt 2,2 GW.

## Geschichte
Das Kernkraftwerk Bradwell bestand aus zwei Magnox-Reaktoren mit einer elektrischen Nettoleistung von je 123 MWe und einer elektrischen Bruttoleistung von jeweils 146 MWe. Baubeginn für beide Reaktoren war am 1. Januar 1957. Der Reaktor Bradwell 1 wurde am 1. Juli 1962 erstmals mit dem Stromnetz synchronisiert und ging noch am selben Tag in den kommerziellen Leistungsbetrieb. Bradwell 2 wurde am 6. Juli 1962 mit dem Netz synchronisiert und ging am 12. November 1962 in den kommerziellen Betrieb.
1966 wurden zwanzig Natururan-Brennstäbe aus Bradwell gestohlen.
Bis 1989 wurde Bradwell vom staatlichen Central Electricity Generating Board (CEGB) betrieben und wechselte nach einer Teilprivatisierung zu Nuclear Electric. Von 1994 bis 1998 wurde Bradwell unter dem neuen Firmennamen Magnox Electric betrieben und war zwischen 1998 und 2004 im Besitz von British Nuclear Fuels. Im Jahr 1999 wurde angekündigt, dass der Kraftwerksbetrieb 2002 eingestellt werde.
Am 1. Juni 2001 bekannte sich Magnox Electric in sechs Anklagepunkten für schuldig an ungenehmigten Freisetzungen schwachradioaktiven Abfalls in Bradwell und Hinkley Point A und wurde zu einer Strafe von £100.000 und über £28.000 Schadenersatz verurteilt. Der Reaktor Bradwell 2 wurde am 30. März 2002 abgeschaltet, der erste Block folgte einen Tag später. Nach der Umstrukturierung der britischen Atomindustrie im Jahr 2004 wurde die Nuclear Decommissioning Authority der neue Eigentümer, welcher den Abriss der Anlage durch Magnox South überwacht. Das letzte Brennelement im Reaktor 2 wurde im Dezember 2005 zur Wiederaufarbeitung nach Sellafield gebracht.
Am 17. Februar 2009 wurde Magnox Electric von einer Jury des Chelmsford Crown Court für schuldig befunden, für das Versickern radioaktiver Abwässer aus dem Sammelbehälter einer Dekontaminationsanlage zwischen 1990 und 2004 verantwortlich zu sein und zu einer Strafe von £250.000 sowie Schadenersatz über £150.000 verurteilt.

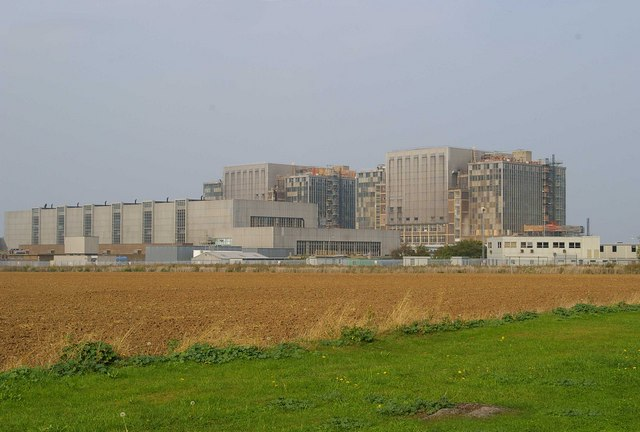
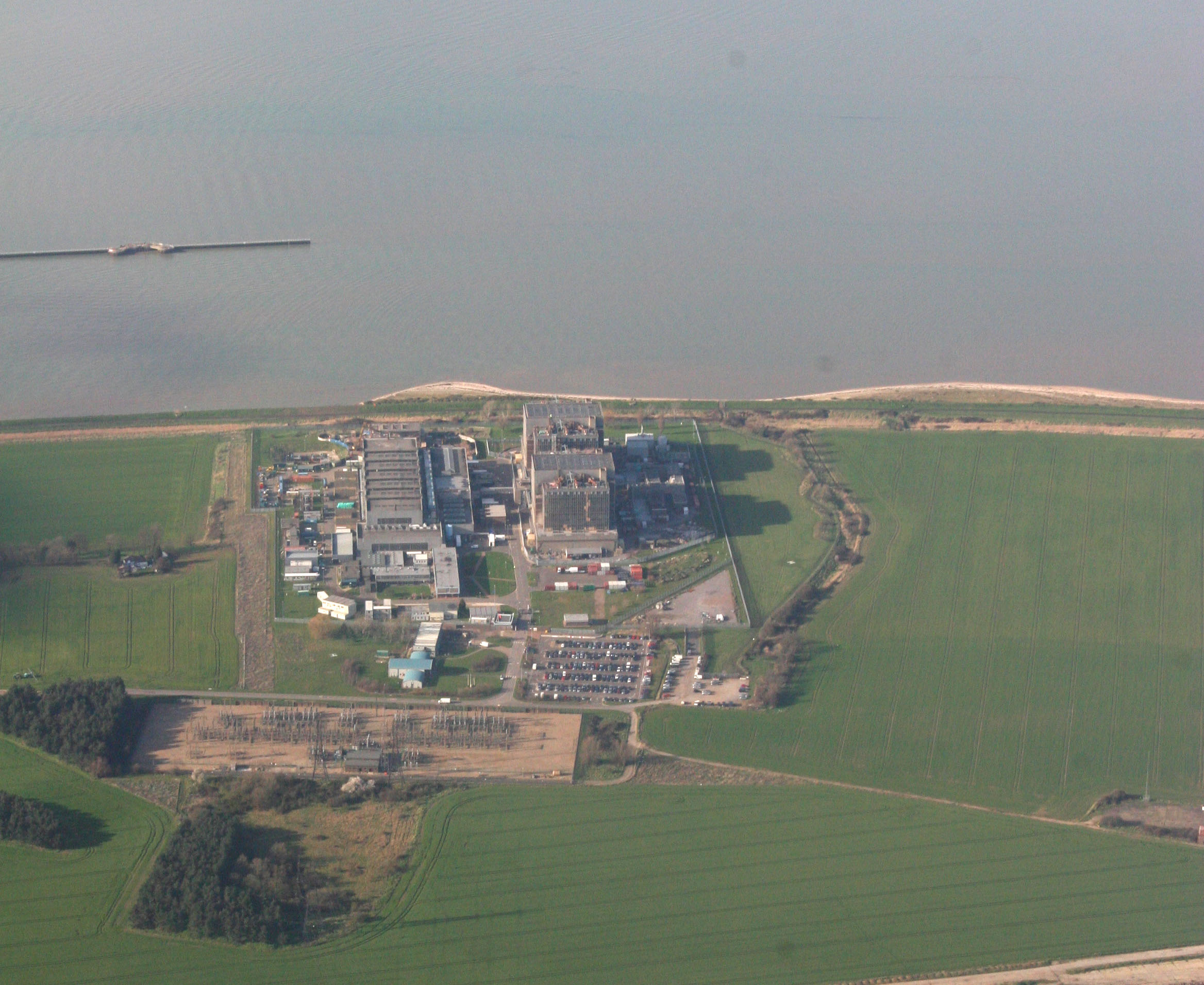
Luftaufnahme des Kernkraftwerks
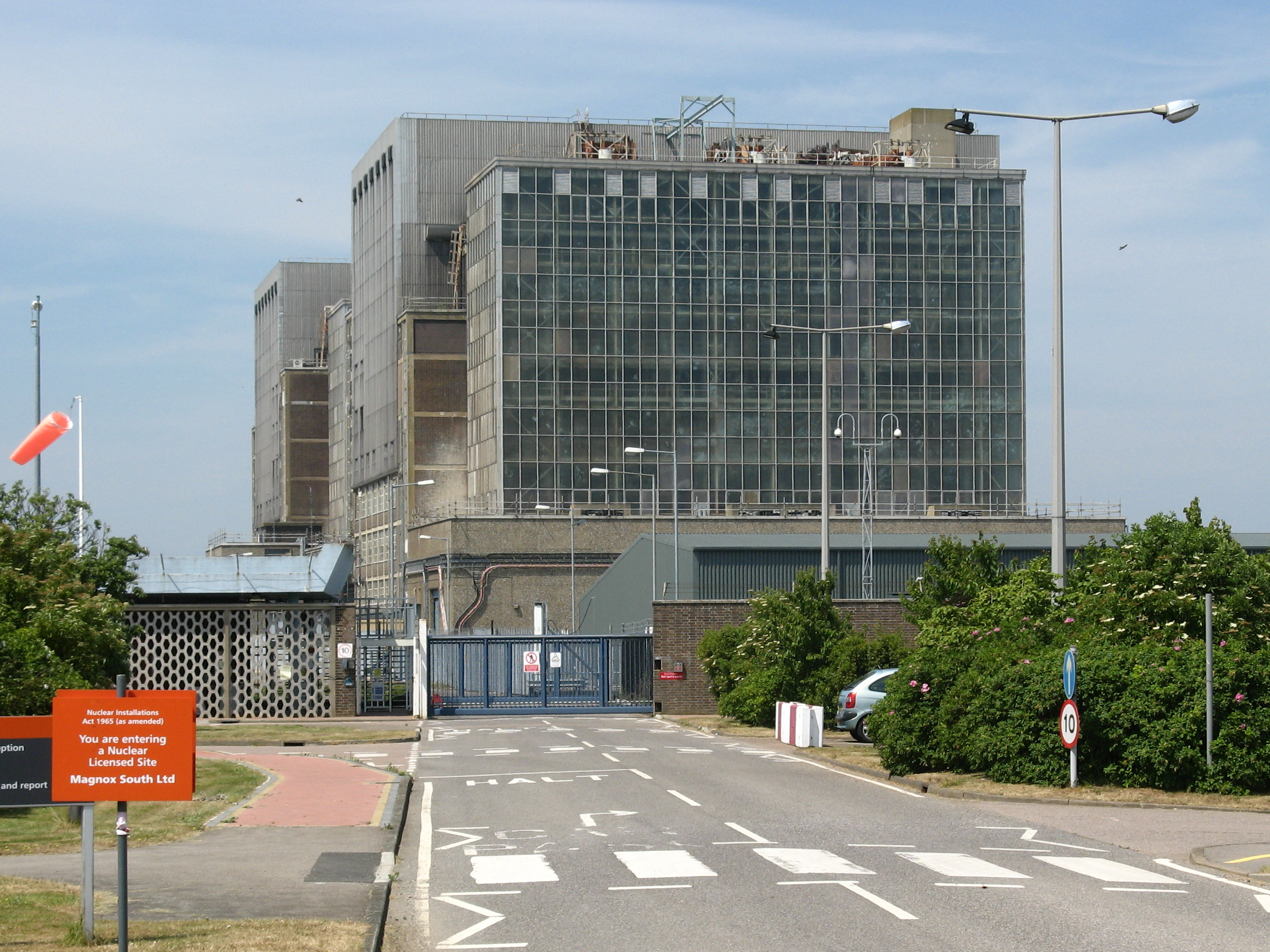
Kernkraftwerk Bradwell

## Daten der Reaktorblöcke
Das Kernkraftwerk Bradwell hatte insgesamt zwei Blöcke:
| Reaktorblock | Reaktortyp     | Netto- leistung | Brutto- leistung | Baubeginn  | Netzsyn- chronisation | Kommerzieller Betrieb | Abschaltung |
| ------------ | -------------- | --------------- | ---------------- | ---------- | --------------------- | --------------------- | ----------- |
| Bradwell 1   | Magnox-Reaktor | 123 MW          | 146 MW           | 01.01.1957 | 01.07.1962            | 01.07.1962            | 31.03.2002  |
| Bradwell 2   | Magnox-Reaktor | 123 MW          | 146 MW           | 01.01.1957 | 06.07.1962            | 12.11.1962            | 30.03.2002  |